# Монети Андрагора

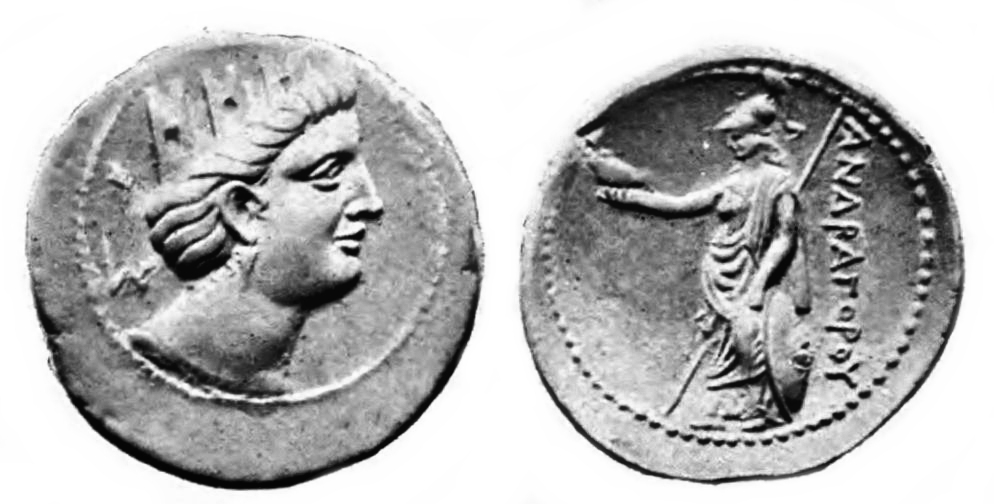
Срібна тетрадрахма Андрагора. Один з двох відомих типів карбування

Монети Андрагора — елліністичні золоті статери та срібні тетрадрахми з ім'ям Андрагора, що відносяться до Амудар'їнського скарбу («Скарб Окса») і до найбільшого скарбу монет Мір Заках II. Згідно думки більшості дослідників, монети були викарбувані одним з селевкідських сатрапів Парфії, який був досить незалежним для випуску монет зі своїм ім'ям, можливо, Андрагором, який, згідно Юстину, близько середини III століття до н. е. відокремився від Селевкідської держави, але потім був убитий першими Аршакідами. Відповідно до іншої теорії, монети Андрагора були викарбувані у Бактрії наприкінці IV сторіччя до н. е.

## Опис
В даний час відомо про чотири золоті статери Андрагора з Амудар'їнського скарбу («Скарб Окса»), знайдені у 1878—1879 роках біля річки Амудар'я в городищі Тахті Кобад (територія сучасного Шахрітуського району Республіки Таджикистан), і про три золотих статера Андрагора з найбільшого скарбу монет Мір Заках II, виявленого у 1992 році в афганському селі Мір Заках, яке знаходиться за 53 км на північний схід від міста Гардез (їх приналежність до цього кладу була встановлена Осмундом Бопераччі у 1994 році). Крім того, відомі три справжні тетрадрахми Андрагора. Усі три примірники тетрадрахм були куплені у Чанда Малла, якогось торговця старожитностями з Равалпінді, через лавку якого пройшло більшість артефактів Амудар'їнського скарбу.

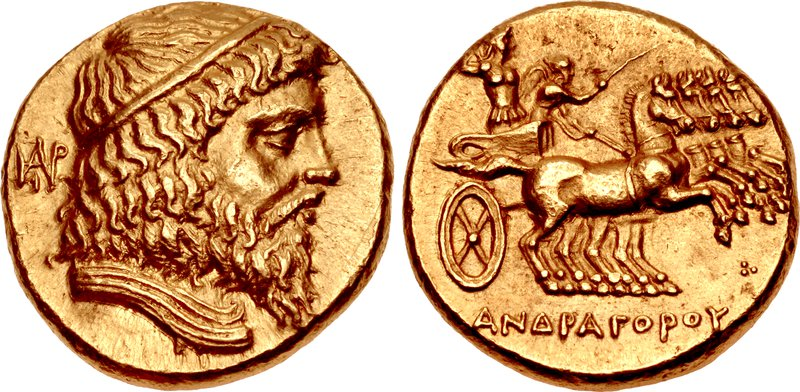
Золотий статер Андрагора

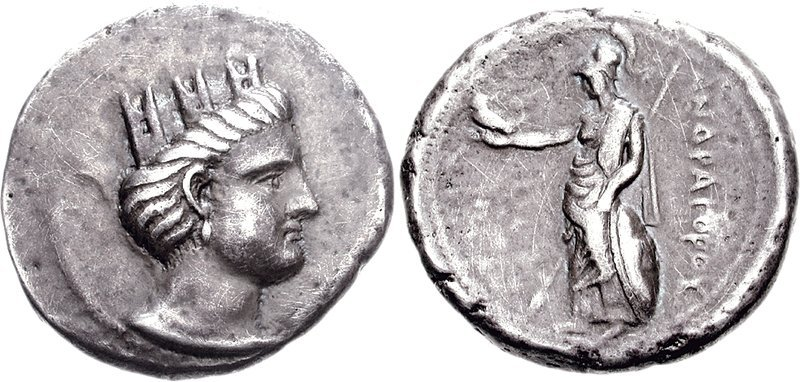
Срібна тетрадрахма Андрагора. Інший з двох відомих типів карбування

Два статера Андрагора зі «Скарбів Окса» (вагою 8,52 і 8,55 г., чекан різними штемпелями) зберігаються у Британському музеї, один статер (вагою 8,45 г.) — в Берлінському музеї. Четвертий статер зі «Скарбів Окса» знаходився у колекції Александра Каннінгема, але в Британський музей не надійшов. На аверсі статерів Андрагора зображена голова бородатого чоловіка в профіль праворуч зі стрічкою на волоссі, зав'язаної на потилиці на манер діадемаи елліністичних правителів, волосся на голові і борода ідеально рівно покладені пасмами, шия вкрита краєм одягу, лежачим чотирма вигнутими складками; ліворуч від голови у полі монети розміщена оригінальна монограма. На реверсі статера зображена чоловіча постать (можливо, бога Ареса) у м'язовій кірасі, що стоїть на квадризі з рогатих коней у галопі (задні ноги коней стоять на землі, передні — підняті); квадригою керує крилата богиня Ніка; під квардигой розміщена легенда «дав.-гр. ΑΝΔΡΑΓΟΡΟΥ».
Всього відомо три тетрадрахми Андрагора, дві з них (вагою 16,56 і 16,36 г.) зберігаються у Британському музеї, третя (вагою 16,32 г.) — в Державному Ермітажі у Санкт-Петербурзі. Одна з монет Британського музею викарбувана тим же штемпелем, що і монета з Ермітажу. На аверсі тетрадрахм зображений профіль богині Тіхе (Тюхе) праворуч, увінчаний традиційною короною з фортечних веж (corona muralis); ліворуч від голови у полі монети розміщена оригінальна монограма, всі зображення знаходяться в крапковому ободці. На реверсі монети зображена богиня Афіна в повний зріст ліворуч; богиня одягнена в хітон та гіматій, на голові — характерний для Афіни коринфський шолом з довгим гребенем; на витягнутій вперед правій руці богині сидить сова, ліва рука опущена на розміщений біля ноги щит з умбоном-горгонейоном; за фігурою Афіни знаходиться нахилений довгий спис, який візуально ділить коло зображення монети по діагоналі на дві майже рівні частини; ліворуч від богині у полі монети розміщено легенда «дав.-гр. ΑΝΔΡΑΓΟΡΟΥ», всі зображення знаходяться в крапковому ободці.

## Місце карбування
Всі справжні монети Андрагора відносяться до Амудар'їнського скарбу або, принаймні, походять з Равалпінді, де предмети скарбу були розпродані після його виявлення, а також до афганського скарбу Мір Заках II. Таким чином, жодна з монет не була виявлена на історичній території Парфії. Дискусії про місце випуску монет почалися відразу ж після виходу їх каталогу. Вільям Тарн у 1939 році висловлював думку, що Андрагор був дрібним грецьким правителем, володівшим однієї з областей на берегах Окса (Амудар'ї). Джордж Хілл вважав, що монети Андрагора можливо віднести як до Парфії, так і до Північно-Східної Персії. Слідом за Персі Гарднером та Ульрихом Вількеном більшість дослідників підтримали теорію про те, що монети були викарбувані в Парфії якимсь селевкідскім сатрапом Андрагором. Вітчизняні археологи-сходознавці  Ігор Дьяконов і Євген 3еймаль у спільній праці 1988 року також прийшли до висновку, що «монети Андрагора слід вважати карбуванням доаршакідської Парфії». При цьому ними було відзначено, що в даний час навряд чи можливо точно визначити місто, в якому здійснювався їх випуск. Крім того, було вказано на повну відсутність спадкоємності по відношенню до карбування селевкідських монет (сюжети зображень, манера виконання, оформлення, технічні особливості карбування).
Абсолютно оригінальну теорію щодо місця і часу випуску монет Андрагора обґрунтував сучасний російський дослідник Парфії Арчіл Балахванцев, на думку якого, ці монети не можливо визнати викарбуваними в Парфії, як мінімум, з двох причин. По-перше, жодна з них не була виявлена на території власне Парфії, так як всі відомі їх примірники походять з історичної території Бактрії (Амудар'їнський скарб) або Арахозії (скарб Мір Заках II). По-друге, відсутня яка-небудь схожість між монетами Андрагора і монетами наступних парфянських емісій Аршака I та Аршака II: Андрагор карбував статери і тетрадрахми, перші Аршакіди — драхми та дихалки; співвідношення осей аверсу та реверсу монет у Андрагора завжди ↑↓, у монет Аршакідів — ↑↑ ± 15°; разючі відмінності між чеканом Андрагора та першими аршакідськими монетами спостерігаються також в іконографії і манері виконання.
Згідно теорії Балахванцева, місцем карбування монет Андрагора була Бактрія, підтвердженням чого є, по-перше, збіг орієнтації осей аверсу і реверсу монет Андрагора з бактрийськими монетами Селевкідів, по-друге, монограма на аверсі статерів Андрагора практично ідентична монограмі, присутньої на афганських монетах останньої чверті IV століття до н. е., що імітують афінські дидрахмы стилю B, при цьому співвідношення осей лицьової і оборотної сторін зазначених дидрахм таке ж, як у монет Андрагора. По-третє, тетрадрахми Андрагора мають знижену, у порівнянні зі стандартною, вагу (від 16,32 до 16,56 г.), що зближує їх з бактрийськими тетрадрахмами Селевкідів, які також відрізнялися більш низькою вагою (близько 16,56 г.) у порівнянні зі стандартними тетрадрахмами інших монетних дворів Селевкідів, середня вага яких за Антіоха I та Антіоха II становила 16,80—17,05 г.. Мова тут йде про селевкідські тетрадрахми зі зниженою вагою, що карбувалися на монетному дворі у Бактрах, заснованому за правління Антіоха I.
По-четверте, на думку Балахванцева, в іконографії аверсу тетрадрахм Андрагора кидається в очі кіпрський вплив — зображення голови богині, увінчаної короною з фортечних веж (corona muralis), знаходить досить близькі аналогії на аверсах монет таких кіпрських полісів 2-ї половини IV століття до н. е. як Пафос та Саламін, що цілком узгоджується з провідною роллю кіпріотів, яку вони грали в політичному і культурному житті Бактрії незабаром після завоювання її Александром Великим. Тут варто зауважити, що ще Дияконів і 3еймаль відзначали неможливість використовувати для датування тетрадрахм Андрагора іконографічне ототожнення зображеної на них богині в corona muralis з аналогічними зображеннями на монетах інших емітентів (правда, вони приводили в приклад монети Смірни, Селевкії, Арада та інших центрів) у зв'язку з відсутністю методів детального типологічного аналізу. Нарешті, в-п'ятих, монетний тип реверсу тетрадрахм Андрагора із зображенням Афіни в бойовому обладунку досить близький до зображення Афіни, присутнього на зворотному боці одного з бронзових чеканів першого басилевса Греко-Бактрійської держави — Діодота.
|                                                                                         |  |                                                                                              |
| Голова богині в corona muralis тетрадрахма міста Смірна (середина II століття до н. е.) |  | Голова богині в corona muralis статер Нікокреона, басилевса Саламіна (332-310 роки до н. е.) |

## Час карбування
Тривала наукова полеміка навколо монет Андрагора стосується не тільки місця, а й часу їх карбування у співвідношенні отриманих нумізматичних даних з відомостями Юстина, який у своїй праці згадує двох намісників Парфії з ім'ям Андрагор — одного з них нібито призначив Александр Македонський, іншого скинув засновник династії Аршакідів Аршак I. Самі монети не містять даних про час їх випуску, відсутні прямі вказівки історичних джерел про існування незалежного правителя з ім'ям Андрагор, до якого можливо було б віднести ці монети, тому для їх датування дослідникам не залишалося нічого, крім аналізу іконографічних аналогій. Російський археолог і нумізмат Олексій Марков (1858—1920) першим висловив обґрунтовані сумніви в ефективності цього методу. Розмірковуючи про згадку двох Андрагорів у Юстина, Марков зазначав, що різниця між періодами їх гіпотетичного існування становить всього кілька десятків років, за які художні особливості карбування монет в Парфії не могли змінитися настільки, щоб їх аналіз зміг показати, до якого періоду відносяться відомі монети Андрагора — до кінця IV або середині III століття до н. е. При цьому, сам Марков приписав золоті статери Андрагора згаданого Юстином намісника Александра Великого, а срібні тетрадрахми — селевкідському сатрапу, вбитого Аршаком I. Нерозробленість детальної хронології монетного карбування Селевкідської держави і елліністичного Сходу, яка не дозволяє провести результативний іконографічний аналіз, відзначали також  Ігор Дьяконов і Євген 3еймаль.
Думки вчених щодо часу емісії монет Андрагора розділилися на дві основні групи. Британський археолог та нумізмат Персі Гарднер (1846—1937) першим висловив думку, що монети Андрагора належать колишньому селевкідскому сатрапу Парфії (сучасникові Селевка I або його наступників Антіоха I і Антіоха II), який домігся незалежності і в ознаменування цього почав карбувати власні золоті статери і срібні тетрадрахми. Думку Гарднера підтримав німецький історик античності Ульрих Вільке; згодом ця точка зору набувала все більшої популярності серед дослідників і зараз займає домінуюче становище. Дьяконов і 3еймаль в своїй праці 1988 року, ґрунтуючись на даних Юстина і написи з Горган, прийшли до висновку, що монети Андрагора могли бути викарбувані не раніше 247 року до н. е., тобто в самому кінці правління або незабаром після смерті Антіоха II Теоса.
Інші дослідники (А. Каннінгем, Е. Рэпсон, В. Рос) схилялися до того, що ці монети були викарбувані Андрагором, якого, за твердженням Юстина, сатрапом Парфії призначив сам Александр Македонський. Знайшлися і такі, хто взагалі заперечував приналежність монет Андрагора згаданим Юстином сатрапам Парфії, вважаючи, що їх виготовив якийсь інший Андрагор і не обов'язково в Парфії (Дж. Хілл, У. Тарн, Н. Дібвойз).
В одному з останніх досліджень, що зачіпають цю тему, російський сходознавець Арчіл Балахванцев прийшов до висновку, що наявні дані свідчить про неможливість віднесення монет Андрагора до парфянського карбування 2-ї половини III століття до н. е. Обґрунтувавши теорію про бактрийське походження розглянутих монет, Балахванцев висловив думку і про фігуру самого Андрагора, в тому числі, про час його правління в Бактрії. Іконографічний аналіз показав можливість аналогії сюжету зворотного боку статерів Андрагора з сюжетом «стрімка колісниця якою керує богиня Ніка», який був особливо поширений у Греції IV — початку III століть до н. е., він широко використовувався в ювелірному мистецтві, торевтиці, вазопису та рельєфній кераміці. Сама ж квадрига зі статера Андрагора як іконографічно, так і за манерою зображення найбільш схожа з квадригою на зворотному боці статера Вахшувара. Ще Дияконів і 3еймаль відзначали разючу схожість зображень зворотних сторін статерів Андрагора та Вахшувара, припустивши, що вони були виготовлені одним і тим же різьбярем. Слідом за іншими дослідниками (наприклад, Р. А. Кошеленко, В. А. Лівшицем), Арчіл Балахванцев вважає найбільш вірогідним ототожнення Вахшувара з бактрійцем Оксіартом, якого Александр Македонський призначив сатрапом Паропамісади в останні роки свого життя. На підставі всього цього Балахванцев висунув припущення, що монети Андрагора були викарбувані в Бактрії між смертю басилевса Александра IV Македонського в 309 році до н. е. і захопленням Бактрії Селевком I в 306/305 році до н. е. Сам же Андрагор, на думку Балахванцева, був одним з претендентів на владу в Бактрії після смерті свого земляка-кіпріота Стасанора.